# Charles Abresch Company
Die Charles Abresch Company war eine Kutschen- und Fuhrwerkmanufaktur sowie ein Automobil-, Nutzfahrzeug- und Karosseriehersteller in Milwaukee (Wisconsin, USA). Markennamen waren Abresch und, für LKW, Abresch-Cramer; es ist auch eine Schreibweise Abresch-Kremers belegt.

## Charles Abresch (1850–1912)

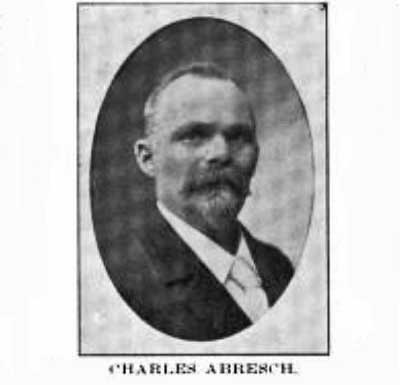
Charles Abresch (1850–1912), Aufnahme von 1910.

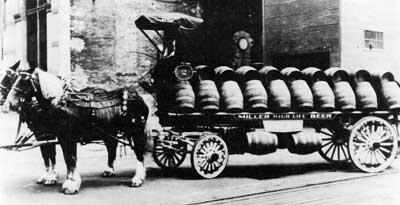
Abresch Brauerei-Fuhrwerk für die bekannte Miller Brewing Company in Milwaukee (1888).

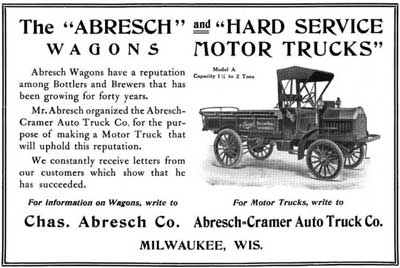
Diese Anzeige von 1910 bewirbt links Abresch-Fuhrwerke und rechts den Abresch-Cramer LKW. Abgebildet ist ein Model A mit 1,5 – 2 tn Nutzlast.

Charles Abresch wurde am 12. Mai 1850 in Dierdorf (heute Landkreis Neuwied, Rheinland-Pfalz) geboren. Seine Eltern waren der gelernte Zimmermann und Tischler Louis und Elisabeth Abresch geb. Schneider. Die Mutter verstarb wenige Monate nach seiner Geburt. Louis Abresch wanderte 1854 aus in die Vereinigten Staaten und ließ sich in Milwaukee nieder. Charles und sein älterer Bruder Wilhelm (1844–1879) blieben in der Obhut der Tante Christine Schneller zurück. Wilhelm absolvierte eine Lehre als Zimmermann, Charles eine als Schmied. Auch die beiden Brüder wanderten darauf, wahrscheinlich gemeinsam und möglicherweise mit ihren Vettern Louis und Wilhelm Schneller, in die USA aus. Von Charles ist bekannt, dass er die Reise 1868 antrat. Ihr Vater hatte sich inzwischen wieder verheiratet. Aus seiner Verbindung mit Elizabeth Leibrecht (geb. 1833 in Bayern) gingen fünf Kinder hervor.
Charles fand eine Anstellung in John Meinecke’s Wagon and Carriage Works in Milwaukee, Wilhelm – nun William – arbeitete als Zimmermann in Kenosha (Wisconsin).
Bereits 1871 machte sich Charles Abresch selbständig und gründete die Second Ward Carriage & Wagons Works, C. Abresh, proprietor. 1873 heiratete er Katherine Gerard (1847–1926). 1876 wurde ihr einziges Kind geboren, Amanda. 1884 wurde das Unternehmen in eine Kapitalgesellschaft umgewandelt. Es wuchs in den folgenden Jahren zu einem Marktführer für Brauereifahrzeuge, war national aktiv und exportierte nach Mexiko, auf die Philippinen und nach Australien. 1887 verstarb Charles Vater Louis Abresch. 1889 versuchte Charles, ein Unternehmen zu organisieren, das den US-Markt für Motorfahrzeuge kontrollieren sollte. Dies misslang, und zehn Jahre später war die Electric Vehicle Company in Hartford (Connecticut), ausgestattet mit dem Selden-Patent, in dieser Position. 1894 war die Charles Abresch Company mit US$ 220.000 kapitalisiert und beschäftigte über 800 Angestellte.
1899 experimentierte Abresch mit einem von W. F. Davis erfundenen Antriebssatz, der nachträglich an jedem von Pferden gezogener Fahrzeug angebracht werden konnte und dieses zu einem „Automobil“ machte. Solche Avant-Trains fanden in der Frühzeit der Motorisierung eine beschränkte Verbreitung. Zweimal, 1898 und 1902, brannte das Werk vollständig nieder und wurde von Charles Abresch größer wieder aufgebaut. Arbeitskämpfe mit Streiks respektive Aussperrungen sind belegt für 1900, 1910, 1911 und 1916. Abresch besuchte zweimal, 1897 und 1906, seine Verwandten in der alten Heimat. Er organisierte 1910 eine eigene LKW-Produktion, die allerdings kurz nach seinem Tod aufgegeben wurde.
Zuletzt übte Charles Abresch die Funktion des Firmenpräsidenten und Finanzvorstands in seinem Unternehmen aus. Anfang 1912 erkrankte er. Sein Zustand verschlechterte sich, und er wurde im Battle Creek Sanitarium in Battle Creek (Michigan) und danach im Sacred Heart sanitarium in Milwaukee behandelt. Zwei Wochen vor seinem Tod am 27. April 1912 wurde er nach Hause entlassen. Nachrufe erschienen am 28. April 1912 im Milwaukee Journal und in der Mai-Ausgabe des Fachblatts Carriage Monthly, das Wert auf die Feststellung legte, dass Angestellte, die über 20 Jahre in Abreschs Unternehmen gearbeitet hatten, den Sarg trugen. Demnach fand die Bestattung am 1. Mai 1912 auf dem Forest Home Cemetery in Milwaukee statt.
Commercial Vehicle nannte ihn im Nachruf einen der „fortschrittlichsten und erfolgreichsten Fahrzeughersteller im Mittleren Westen“, das Milwaukee Journal nannte sein Unternehmen „eines der größten Werke seiner Art im Land“, das er durch „stete und  berharrliche Arbeit“ aufgebaut habe.

## Louis Schneller jr. (1874–1939)
Louis Schneller jr. war Charles Abresch Cousin 2. Grades; die Abresch-Söhne wuchsen im Haushalt seiner Großmutter in Essen auf. In einem Nachruf hielt der Milwaukee Sentinel am 9. September 1939 fest, dass Louis im Alter von sieben Jahren in die USA emigriert war und der Charles Abresch Company fast 50 Jahre verbunden gewesen war. Es wird erwähnt, dass er mit seinem Bruder Wilhelm emigrierte sodass nahe liegt, dass die gesamte Familie um 1881 ausgewandert ist. Bekannt ist auch eine Schwester, Paula, verh. Paul, die im genannten Nachruf als Hinterbliebene erwähnt wird.
Demnach war Louis Schneller jr. etwa 15 Jahre alt, als er in Charles Abreschs Unternehmen eintrat. Ein Louis Schneller ist bereits 1884 als Werkleiter belegt. Dabei kann es sich nicht Louis Schneller jr. gehandelt haben; naheliegend ist sein gleichnamiger Vater. In Milwaukee: A Half Century’s Progress, 1846–1896 wird Louis Schneller, jr. als Werkleiter angeführt.
Nach Charles Abreschs Tod führte Louis Schneller das Unternehmen als Präsident und Finanzchef. Es gelang ihm, das Unternehmen durch die schwierigen Jahre der Prohibition zu führen. Er war ein Freimaurer und ein guter Freund des Republikaners Julius P. Heil, dessen erste Kampagne zur Wahl als Gouverneur von Wisconsin er unterstützte. Nach Heils erfolgreicher Kandidatur war Schneller für ihn als Berater tätig. Heil war, wie Abresch und Schneller, deutschstämmig und Unternehmer, bevor er in die Politik ging. Das Wisconsin State Journal vermerkte in einem anderen Nachruf, dass Schneller Präsident der Washington Park Zoological Society gewesen war. Louis Schneller war verheiratet  mit Wilhelmine „Minnie“ Eissfeldt Schneller (1872–1959). Er erlitt Ende August 1939 einen Schlaganfall, dem er am 7. September erlag.

## Unternehmensgeschichte

### Charles Abresch Company (1884–1893)

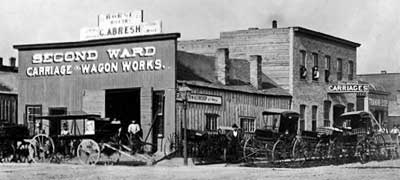
Second Ward Carriage & Wagons Works, Inhaber C. Abresh. Aufnahme von 1880.

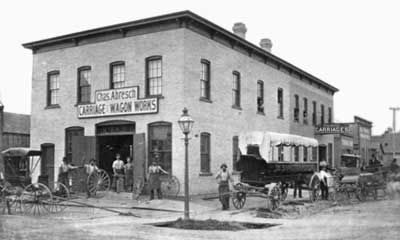
Die Charles Abresch Company um 1890.

Das Unternehmen wurde 1871 von Charles Abresch als Second Ward Company gegründet und als Handwerksbetrieb (Wagenbauerei) in den nächsten Jahren so geführt. 1884 wurde es als Charles Abresch Company neu als Aktiengesellschaft organisiert. Charles Abresch leitete es weiterhin, Andrew Hofherr, ein Zigarrenfabrikant, wurde Vizepräsident, Harry P. Ellis wurde Finanzvorstand und Secretary; als Werksleiter wurde Abreschs Vetter Louis Schneller Jr. gewonnen. Als Adresse für das Werk ist 392 bis 398 Fourth Street und 407 bis 415 Poplar Street belegt; sie wurde später geändert auf 1242, 1246 und 1254 North Fourth Street.
Das Unternehmen hielt verschiedene Patente, so auch für einen geschlossenen Lieferwagen mit Schiebetüren zum Transport von Harassen. Er wurde zu einem Standbein des Unternehmens, das seine Fahrzeuge in den ganzen USA vertrieb und nach Mexiko exportierte. 1892 investierte Abresch US$ 35.000 in die Erweiterung der Anlage.

#### Pläne für ein Automobilmonopol
Charles Abresch ging im Herbst 1889 mit dem Plan an die Öffentlichkeit, ein mit US$ 5 Mio. finanziertes Unternehmen zu gründen, das den Automobilbau in den USA kontrollieren sollte. Dieses Vorhaben scheiterte, weil die Finanzierung nicht zustande kam. 1895 wurde das berüchtigte Selden-Patent rechtswirksam, das den Inhabern ein Monopol auf Straßenfahrzeuge mit Verbrennungsmotor einräumte. Danach scheint Abresch seine diesbezüglichen Pläne zurückgestellt zu haben.

### Charles Abresch Company, Inc. (1893-ca. 1945)

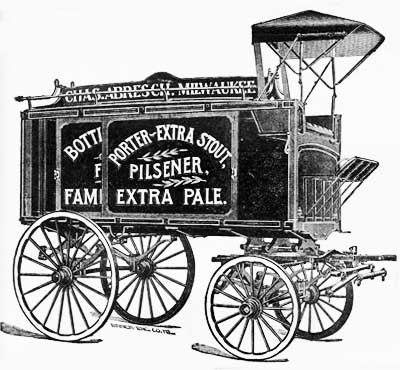
Der 1892 patentierte Abresch-Brauereiwagen mit Schiebetüren.

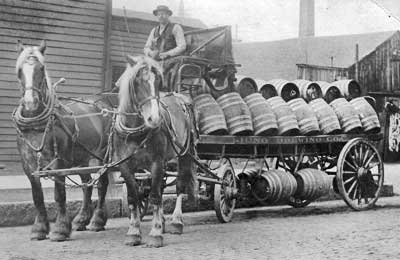
Brauereiwagen waren das typische Abresch-Produkt (1889).

Eine Namensänderung auf Charles Abresch Company, Incorporated fand 1893 statt, wobei unklar ist, ob der Eintrag ins Handelsregister zu diesem Zeitpunkt erfolgte oder schon früher bestand und nun lediglich nachgetragen wurde. Es war 1894 mit US$ 220.000 kapitalisiert und beschäftigte über 800 Angestellte. In dieser Rechtsform hatte das Unternehmen in den nächsten Jahrzehnten Bestand.
Wie stark Abresch auf Brauereiwagen ausgerichtet war, zeigt die nachstehende Kundenliste von 1895:
Danville Beer & Ice Company, Danville (Illinois)
C. L. Centlivre Brewing Company, Fort Wayne (Indiana)
Indianapolis Brewing Company, Indianapolis (indiana)
Dubuque Malting Company, Dubuque (Iowa)
E. C. Peaslee, Dubuque (Iowa)
Koppitz-Melchers Brewing Company, Detroit (Michigan)
A. Fitger, Duluth (Minnesota)
Excelsior Brewery, St. Paul (Minnesota)
G. S. Fanning, Auburn (New York)
C. A. Koenig, Auburn (New York)
Iroquois Brewing Company, Buffalo (New York)
H. Zeltner Brewing Company, New York City
Rochester Brewing Company, Rochester (New York)
Ph. Liebinger Brewing Company, Brooklyn (New York)
Crystal Spring Brewing Company, Syracuse (New York)
Fitzgerald Brothers, Troy (New York)
P. McGuinness, Utica (New York)
Foss-Schneider Brewing Company, Cincinnati (Ohio)
L. Hosier Brewing Company, Columbus (Ohio)
M. Mason, Hamilton (Ohio).
New Philadelphia Brewing Company, New Philadelphia (Ohio)
Jackson Koehler, Erie (Pennsylvania)
Weisbrod & Hess, Philadelphia (Pennsylvania)
Columbia Brewing Company, Shenandoah (Pennsylvania)
Galland-Burke Brewing Company, Spokane (Washington)
S. Kappler, Vancouver, British Columbia, Kanada
1891 wurden Abresch-Wagen nach Australien geliefert.

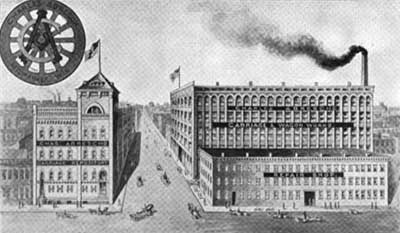
Das Werk belegte das Areal 407 bis 415 Poplar Street und 392 bis 398 Fourth Street. Es brannte am 13. April 1898 praktisch vollständig nieder. Stich von 1896.

Am 13. April 1898 wurde das erst sechs Jahre zuvor errichtete Werk von einem verheerenden Brand heimgesucht, der glücklicherweise keine Menschenleben forderte. Das Feuer brach um 10 Uhr abends im Maschinenraum des Gebäudes rasend schnell aus und war um Mitternacht noch nicht gelöscht. Erschwert wurden die Löscharbeiten durch starke Winde von bis zu 50 km/h. Der größte Teil des sechsstöckigen Ziegelsteingebäudes wurde ein Raub der Flammen; in der Nachbarschaft mussten 20 Familien evakuiert werden. Über das Ereignis wurde in der nationalen Presse berichtet. Der Schaden für die Abresch Company wurde zunächst auf US$ 140.000 geschätzt, wovon auf Gebäudeschäden US$ 50.000.-, die zerstörten Maschinen US$ 30.000 und auf das verbrannte Lager US$ 60.000 entfielen. Einige Tage später wurde Charles Abresch mit etwas tieferen Zahlen zitiert. Er schätzte den Schaden auf etwa US$ 100.000.-, der zu 80 % versichert gewesen sei. 100 Mitarbeiter verloren vorübergehend ihre Stelle bis ein Neubau in Betrieb genommen werden konnte. Dieser wurde unmittelbar danach an gleicher Stelle errichtet.

#### W. F. Davis
In den späten 1890er Jahre gab es mehrere Ansätze von Abresch, im Motorfahrzeugbau Fuß zu fassen. Zeitlich überschnitten sie sich, und in allen scheint ein Ingenieur namens W. F. Davis eine Rolle gespielt zu haben. Dieser war ein ausgewiesener Fachmann für Verbrennungsmotoren und ein Mitbegründer der Davis Gasoline Engine Company in Waterloo (Iowa), die vor allem Stationär- und Bootsmotoren herstellte. Das Unternehmen war 1895 zum Chicago Times-Herald Contest angemeldet, konnte aber an diesem offiziell ersten Autorennen in den USA nicht teilnehmen, weil das Fahrzeug nicht rechtzeitig bereit war.
Nachdem Davis das Unternehmen verlassen hatte, folgte eine Tätigkeit für den neu gegründeten Farmgerätehersteller Jaimey Manufacturing Company in Ottumwa (Wapello County, Iowa), 180 km südlich von Waterloo gelegen. Dort versuchte er, mit einem von ihm konstruierten Automobil in Serie zu gehen, was offenbar misslang.

#### Ein mysteriöses Runabout
Offenbar trat Davis auf der Suche nach Investoren für sein Fahrzeug um 1898 an Charles Abresch heran. Geplant war, dass Abresch ein von Davis konstruiertes, kleines Runabout herstellen sollte. Zu diesem Fahrzeug sind keine weiteren Angaben vorhanden.
Am 9. September 1899 berichtete das Milwaukee Journal in einer Vorschau auf den Wisconsin State Fair, der damals in der zweiten Septemberwoche in West Allis (Wisconsin) stattfand von einem geplanten, heute etwas seltsam anmutenden Doppel-Event. Zum einen sollte eine Automobilausstellung durchgeführt werden – bei nur 2500 in den USA hergestellten Automobilen im Jahr 1899 für sich alleine schon ein recht außergewöhnliches Ereignis. Zum anderen sollte auf der Pferderennbahn in West Allis ein Abresch-Automobil in mehreren Läufen gegen den Traber King Allar antreten. Der Ausgang dieses ersten Wettkampfs dieses Art in Wisconsin ist nicht bekannt, doch das Fahrzeug ist interessant. Die Zeitung vermeldete, dass es erst bei Abresch gebaut und in Chicago erprobt worden sei. Es sei bis zu 30 mph (48 km/h) schnell und bis auf die Motoren in Milwaukee gebaut worden.

#### Der Highwheeler

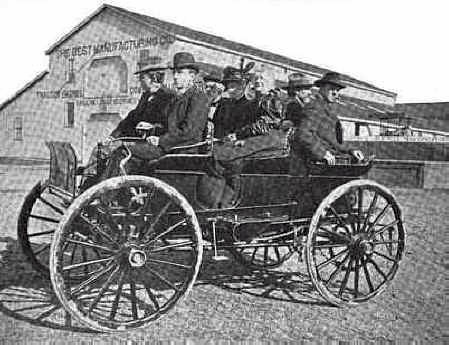
Ein typischer Highwheeler vor 1900: Best Wagon (1898).

Etwas mehr ist über einen Highwheeler bekannt, den Davis ebenfalls für die Charles Abresch Company entwarf. Dieses Fahrzeug war deutlich größer als das Runabout und als Brake für 7 Personen ausgelegt. Er hatte einen Davis-Zweizylindermotor mit Wasserkühlung und 10 HP Leistung nach unbekannter Messmethode. Die Kraftübertragung erfolgte mit Riemen auf das Differential, das an der Vorgelegewelle angebracht war. Zahnräder an beiden Enden dieser Welle waren mittels Antriebsketten mit Zahnkränzen verbunden, die ihrerseits fest an jedem Hinterrad montiert waren. Diese drehten sich um eine feststehende Achse. Das Fahrzeug wog 2300 lb. av. (ca. 1040 kg) und soll 12 mph (ca. 20 km/h) erreicht haben. Es scheint, dass nur ein Exemplar als Prototyp gebaut wurde. Eine Quelle legt nahe, dass dieser Highwheeler bereits um 1895 entstanden sein könnte.
Im April 1900 berichtete die Automobile Revue, dass die Charles Abresch Company plane, die Herstellung schwerer LKW und Bierlastwagen aufzunehmen und später nebenbei auch Personenwagen produzieren wolle. Es gab wohl in der Folge eine solche Produktion, sie war jedoch minimal. Hingegen verlief der Bau von pferdegezogenen Nutzfahrzeugen weiterhin sehr erfolgreich. Abresch belieferte die US-Army mit Pferde-Ambulanzfahrzeugen, die offenbar im Spanisch-Amerikanischen Krieg 1898 auf Kuba stationiert wurden. Abresch exportierte seine Wagen bis nach Manila (Philippinen), wie das Milwaukee Journal am 10. Januar 1900 vermerkte. Den Zuschlag für diesen Regierungsauftrag über acht Fuhrwerke verschiedener Bauart habe Abresch gegen starke nationale Konkurrenz erhalten; den Ausschlag habe Qualität der Ambulanzen gegeben.

#### Die ausgebliebene Automobil-Revolution
Im November 1899 machten Davis und Abresch wieder Schlagzeilen. Das Milwaukee Journal berichtete am 7. überschwänglich, dass Davis in Milwaukee die Gründung eines Unternehmens vorbereite. Mit einem Kapital von US$ 1 Mio. üppig dotiert, sollten Motorfahrzeuge nach Davis Entwürfen hergestellt werden. Der reißerisch aufgemachte Artikel stellte in Aussicht, dass damit Milwaukee zum Zentrum des Automobilbaus in den USA werde und war voller Lob für den Erfinder, der „alle Hindernisse ausgeräumt“ habe, die bislang „einer generellen Nutzung der pferdelosen Kutsche entgegengestanden“ hätten. Der Produktionsbeginn bei einem „der größten Wagenbaubetriebe in der Stadt“ stünde unmittelbar bevor; das Fahrzeug werde im Dezember der Öffentlichkeit präsentiert.

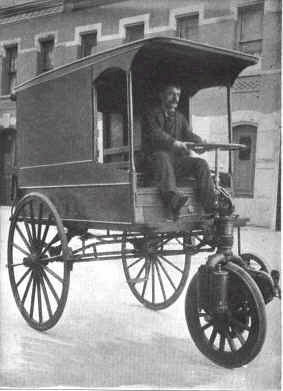
Ein ähnliches Produkt: International Motor Wheel, hier angebracht an einem Frachtfuhrwerk (1899).

Bei Davis „Erfindung“ handelte es sich um einen Antriebssatz, der nachträglich an jedes von Pferden gezogene Fahrzeug angebracht werden konnte und dieses damit zu einem „Automobil“ machte. Der Definition nach geht es um einen Avant-Train und damit keinesfalls um eine neue Erfindung. In der damaligen Presse wurde sie als Automobile Motor bezeichnet. Der besagte Artikel im Milwaukee Journal stellte wahre Wunderdinge in Aussicht. Sie nannte eine Höchstgeschwindigkeit von – schwer vorstellbaren – 50 mph (80 km/h) und erwartete, dass sich die Antriebseinheit so günstig produzieren lasse, dass sie für „jedermann erschwinglich“ geworden wäre. Zudem machte das Blatt eine sehr einfache Rechnung auf: Ein Automobil wog demnach üblicherweise 1800 bis 2400 lb. av. (ca. 820 bis 1090 kg), Davis Erfindung hingegen nur 75 (34 kg). Das Gewicht der zu motorisierenden Kutsche blieb hierbei
allerdings unberücksichtigt. Typischerweise bestand eine solche Umrüstung einer Kutsche aus dem Tausch des Drehschemels samt Deichsel gegen einen anderen, der Achse, Vorderräder, den Motor, die Kraftübertragung und die Lenkung enthielt. Ein solches Fahrzeug wurde durch den Umbau zwangsläufig schwerer, nicht leichter.
Nur einen Tag später nahm mit dem Waterloo Daily Courier eine Zeitung aus der Heimatstadt von Davis das Thema auf. Das sichtlich euphorische Blatt schrieb am 8. November, dass Davis in Milwaukee zur Herstellung und Vermarktung eines Motorfahrzeugs eine mit einer Million Dollar dotierte Aktiengesellschaft gegründet habe. Diese Erfindung sei die beste ihrer Art, die jemals öffentlich vorgestellt worden sei. Davis sei der Einladung eines „unternehmerischen“ Mannes nach Milwaukee gefolgt. Gemeint war offensichtlich Charles Abresch.
Diese Meldungen zeigen fast schon exemplarisch einen der Gründe auf, warum die junge Automobilindustrie in den USA mit Skepsis aufgenommen wurde. Die angekündigten Ereignisse traten nicht ein und die meisten Informationen erwiesen ich als unzutreffend. Wie gesehen, waren Avant-Trains weder neu noch zukunftsträchtig. Sie waren keineswegs billig und ein Umbau lohnte sich nur bei hochpreisigen Fahrzeugen. Ihr größter Nachteil war indes die unzureichende Lenkung. Ein stärkerer Einfluss auf die Entwicklung von Personenwagen ist nicht nachweisbar, und sie verschwanden, sobald der Bestand an für einen Umbau in Frage kommenden Kutschen und Fuhrwerken zurückging.
Für W. F. Davis endete die Zusammenarbeit mit Abresch wohl kurz darauf. Der bei Abresch 1910–1912 gebaute Abresch-Cramer-LKW entstand ohne seine Unterstützung. Zum Motorenhersteller Davis Manufacturing Company in Milwaukee gibt es keine bekannte Verbindung. Dieses Unternehmen wurde von Frank Davis geleitet und stellte von 1914 bis 1916 den Cyclecar Vixen her. Obwohl verschiedene US-amerikanische Hersteller Fahrzeuge mit dem Markennamen Davis produziert haben, lässt sich keine mit W. F. Davis in Verbindung bringen und keine war in Milwaukee ansässig.

#### Rückschläge

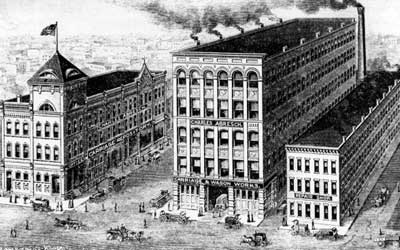
Die Charles Abresch Company nach der Wiedererrichtung. Stich von 1899.

Im April 1900 kam es zu einem Arbeitskampf zwischen dem Verband der Kutschen- und Fuhrwerkhersteller National Carriage Maker’s Association (NCMA) und einer nicht näher identifizierten Gewerkschaft. Diese versuchte, eine zehnprozentige Lohnerhöhung durchzusetzen. Betroffen waren mehrere der NCMA angeschlossene Betriebe mit insgesamt 285 Arbeitern, davon 85 bei Abresch. Bestreikt wurden Theodore Habhegger Company, John Miller & Son, Stehling & Blommer Company, Joseph Heinl & Sons, Stumpf & Company, John Knoll Company und John Knapp Company. Bei Abresch kam es zur Aussperrung der Belegschaft, nachdem Werkleiter Louis Schneller vom geplanten Walk out und Streik erfahren hatte. Gegenüber der Presse hielt Schneller fest, dass sein Unternehmen praktisch durchweg Löhne auszahlte, die über dem Minimallohn lagen. Demnach verdiente ein Schmied bei Abresch bis US$ 2.60 am Tag und ein Wagner US$ 2.25. Der Minimallohn lag bei US$ 1.75. Im Unternehmen waren zu dieser Zeit fünf Schmiedeöfen in Betrieb. Allein in der Malerei arbeiteten 20 Angestellte.
Am frühen Morgen des 31. Dezember 1902 wurde das Unternehmen erneut von einem massiven Brand betroffen; wiederum wurde die gesamten Anlagen zerstört. Der Oshkosh Daily Northwestern druckte noch am selben Tag eine Meldung von Associated Press ab. Demnach war das Feuer in der Reparaturwerkstatt im hinteren Teil des Gebäudes ausgebrochen und hatte sich so schnell ausgebreitet, dass die Feuerwehr keinen einzigen Wagen retten konnte. Bei den Löscharbeiten wurden sieben Feuerwehrleute verletzt, als über ihnen eine Mauer einstürzte. Der Sachschaden belief sich auf US$ 100.000 und war wiederum zum Teil von einer Versicherung gedeckt.
Das Brandrisiko war zu dieser Zeit in vielen Industriebetrieben hoch. Mit ihren Holz-, Farben-, Polster- und Auslieferungslagern und den angegliederten Schmiedeöfen und Heizkesseln für die oft mit Dampfkraft betriebenen Maschinen waren die Hersteller von Fuhrwerken besonders gefährdet.

#### Neubau

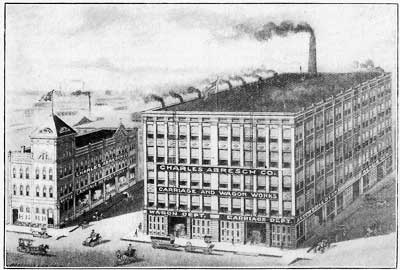
Das Werk nach dem Wiederaufbau 1903.

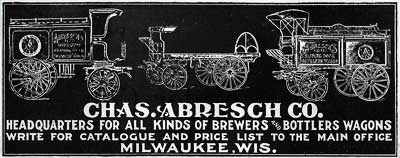
Anzeige für Abresch-Fuhrwerke (1903).

Bereits im Oktober 1903 war ein Neubau in Betrieb, der im Branchenmagazin National Bottlers Gazette vorgestellt wurde. Demnach handelte es sich um ein vierstöckiges Ziegelgebäude mit steinernem Fundament auf einem Grundriss von 100 × 150 Fuß (ca. 30 × 46 Meter). Es wurde elektrisch beleuchtet und mit Warmluftgebläse beheizt. Das Auslieferungslager für die fertiggestellten Wagen im Erdgeschoss hatte einen Zementboden. Im ersten Obergeschoss befanden sich die Haustechnik, der Radbau mit Elektroschweißanlagen und Hydraulikpressen sowie, Schneide- und Stanzmaschinen und 15 Schmiedeöfen, die offenbar bereits wieder in Vollbetrieb standen.
In der zweiten Etage waren Wagen- und Karosseriebau eingerichtet. Deren Herstellung erfolgte offenbar nebeneinander; die Raumaufteilung in einen auf der Südseite gelegenen Maschinenraum und 24 Arbeitsplätze auf der Nordseite legt dies zumindest nahe. Das dritte Obergeschoss war der Lackiererei und Malerei vorbehalten. Dem Bericht zufolge legte das Unternehmen besonderen Wert auf hochwertige Farben und Lacke und sorgfältige Ausführung durch ausgebildete Fachkräfte.
Dem Artikel ist zu entnehmen, dass Charles Abresch Präsident des Unternehmens war und die Geschäfts- und Werksleitung bei Vetter Louis Schneller lag.

#### Karosseriebau für Personenwagen

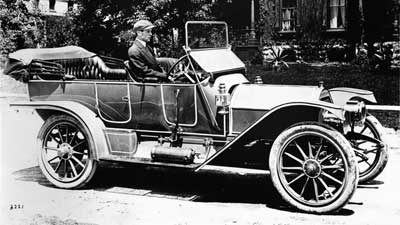
Fawick Flyer 40 HP Abresch Touring mit Aluminium-Karosserie (1910).

Automobil- und Nutzfahrzeugaufbauten wurden bei der Charles Abresch Company um die Jahrhundertwende eingeführt. Der Bereich entwickelte sich von gelegentlichen Einzelanfertigungen zur Serienherstellung für kleinere Fahrzeughersteller. Belegt ist der Serienbau ab 1903. In ihrer bereits erwähnten Beschreibung des Fabrikneubaus erwähnt die National Bottlers Gazette, dass bei Abresch täglich Bestellungen für Automobilkarosserien eingingen; manche Aufträge umfassten bis zu 500 Einheiten. 1903 wurden in den USA 11.235 Automobile hergestellt. Kleinserien für Personenwagenhersteller sind nachweisbar für Fawick / Silent Sioux, Ford, Great Western, Kissel und Mitchell.
Für Silent Sioux und den Nachfolger Fawick Flyer stellte Abresch Touring-Karosserien nach einer von Thomas L. Fawick entwickelten Methode her, bei der Aluminiumblech auf einer Holzstruktur angebracht wurde. Abresch war damit eines der ersten Unternehmen, das diese später übliche Bauweise verwendete. Das Verfahren war aufwendig und erforderte viel Fachkenntnis.
Sonderkarosserien wurden bis in die 1930er Jahre auf Wunsch hergestellt.

#### Kissel-Vertretung

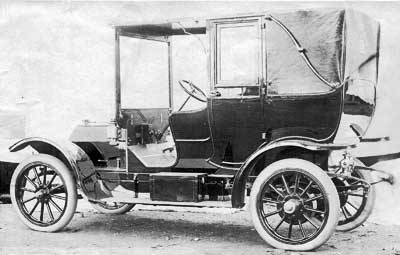
Kissel 40 HP Model D9 Landaulet mit Abresch-Sonderkarosserie (1908).

1908 übernahm Abresch die Vertretung von Kissel-Fahrzeugen in Milwaukee. Interessant für das unternehmen dürfte gewesen sein, dass dieser damals angesehene Hersteller von Mittel- und Oberklasseautomobilen auch Nutzfahrzeuge produzierte. Mit dem Verkauf von Fahrgestellen und Aufbauten aus einer Hand konnte die Charles Abresch Company ihre Geschäftskontakte noch gewinnbringender nutzen.
Im November 1914 berichtete das Automobile Trade Journal, dass die griechische Regierung 50 Kissel-Fahrgestelle mit Abresch-Ambulanzaufbauten bestellt hatte.

#### Karosseriebau für Nutzfahrzeuge
Der Ausbau der Karosserieabteilung erfolgte zur Jahrhundertwende ungefähr zeitgleich mit der Aufnahme von PKW-Karosserien. Dieses Geschäft wuchs schnell, weil die Kunden vermehrt von Fuhrwerken auf Motorfahrzeuge umstellten. Hierin ist auch der Grund für die Aufnahme der eigenen, nachstehend beschriebenen, Nutzfahrzeugproduktion zu sehen. Diese waren auf die Bedürfnisse der bestehenden Kundschaft ausgerichtet. Dass zunehmend standardisierte Aufbauten für Brauereien und Flaschenabfüller darunter zu finden waren, überrascht daher nicht; auch die meisten eigenen LKW wurden karossiert. Fuhrwerke blieben noch eine Zeitlang im Angebot, dürften aber um 1920 bereits keine Rolle mehr gespielt haben
Abresch-Nutzfahrzeugaufbauten finden sich neben dem Abresch resp. Abresch-Cramer auch auf Fahrgestellen von Atterbury, Diamond T, F.W.D., Kissel, Sterling und White. Abresch war zudem Konzessionär für Hercules-Aufbauten für leichte Nutzfahrzeuge. Diese Aufbauten  wurden als CKD-Bausätze angeliefert und bei Abresch montiert. Damit wurde das eigene Programm für schwere LKW nach unten ergänzt. Solche Aufbauten waren beliebt und wurden von verschiedenen regionalen Herstellern und oft in Zusammenarbeit mit Ford-Niederlassungen angeboten.

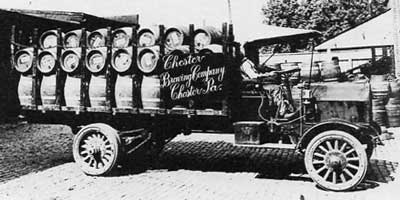
Kissel Bier-LKW mit Abresch-Aufbau für Chester Beer in Chester (Pennsylvania) (1912).
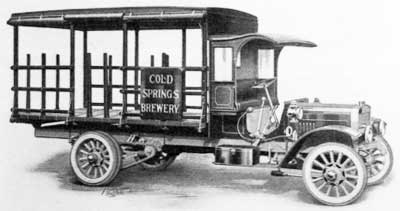
Atterbury Bier-LKW mit Abresch-Aufbau für die Cold Springs Brewery (1913).
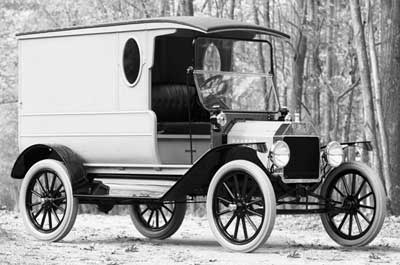
Ford Model T mit einem Abresch-Aufbau als Delivery Van (1916), möglicherweise von Hercules.
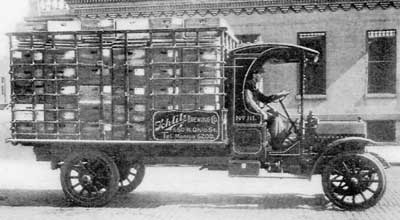
1917 Diamond T Bier-LKW mit Abresch-Aufbau für Schlitz Brewery (1917).
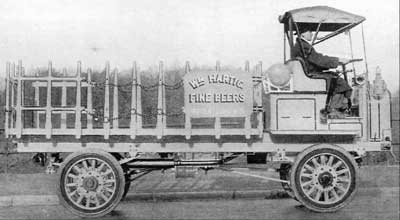
F.W.D. Bier-LKW mit Abresch-Aufbau für Hartig Brewery (1917).
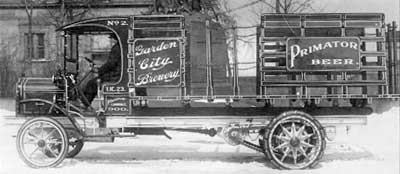
1918 White Bier-LKW mit Abresch-Aufbau für die Primator Brewery in Garden City (1918).

#### Weitere Arbeitskämpfe
Die Einführung eines von der bearbeiteten Stückzahl abhängigen Lohnsystems führte im September 1910 zu einem Streik in der Lackierabteilung. Es scheint, dass der Streik zur Gründung des Carpenters’ Local 1053 der United Brotherhood of Carpenters and Joiners of America führte. Die Streikenden verlangten einen Neunstundentag und Anstellung zu den früheren Lohnansätzen  24¾, 27½, 30 und 32½ Cent pro Stunde.
Der Milwaukee Sentinel berichtete am 8. Juni 1911 über eine weitere Arbeitsniederlegung, die bereits nach drei Stunden im Sinne der Belegschaft beigelegt werden konnte.
Der längste und schwierigste Arbeitskampf bei Abresch brach aus, als die Geschäftsleitung am 1. März 1916 beschloss, das geltende Abkommen mit den Gewerkschaften über eine Closed-Shop-Anstellungspolitik nicht zu verlängern und damit auch nicht
gewerkschaftlich organisierte Arbeitnehmer einzustellen. Der Betrieb wurde über drei Monate lang bestreikt. Beteiligt waren mehr als 200 Wagen- und Karosseriebauer. Der Arbeitskampf fand nationale Aufmerksamkeit, und das Fachmagazin Motor Age berichtete am 8. Juni 1916, dass der Streik durch eine Vermittlung beigelegt werden konnte und die Arbeit wieder aufgenommen worden sei. Abresch setzte sich mit der angestrebten, offenen Anstellungspolitik durch.

#### Nutzfahrzeugherstellung

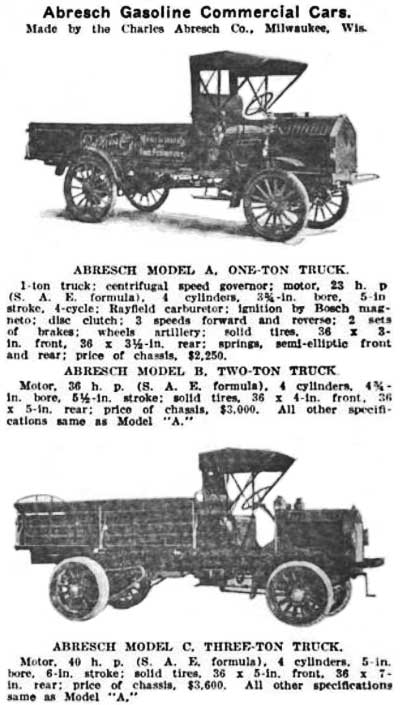
Abresch-Anzeige mit technischen Daten (ca. 1910).

1909 begann eine eigene Nutzfahrzeugproduktion. Die Konstruktion lieferte Robert Kremers, der sich Cramer nannte. Er war ein  Ingenieur aus Milwaukee, der in Europa studiert hatte und zuvor bei Allis-Chalmers tätig gewesen war. Zu dieser Zeit war Charles Abresch Präsident und Finanzvorstand des Unternehmens, Vetter Louis Schneller Vizepräsident und Geschäftsführer und Edmund Paul Sekretär. Die Produktion begann 1909 und wurde nach kurzer Zeit in eine neue Tochtergesellschaft ausgelagert.

#### Technik
Diese Fahrzeuge waren baugleich mit den entsprechenden Modellen von Abresch-Cramer. Es gab drei technisch sehr ähnliche Baureihen mit Nutzlasten von 1 bis 4 sh. tn. (900 bis 3600 kg). Ein Fünftonner wird erwähnt, scheint aber nicht gebaut worden zu sein.
- Abresch-Cramer Model A mit 3,6 Liter Hubraum; Nutzlast 1,0 bis 1,5 sh. tn.[30]
- Abresch-Cramer Model B mit 6,4 Liter Hubraum; Nutzlast 2,0 bis 3,0[30] resp. 4,0 sh. tn.[29]
- Abresch-Cramer Model C mit 7,7 Liter Hubraum; Nutzlast 3,0 bis 4,0 sh. tn.[30]; zumindest dieses Modell war auch als Frontlenker erhältlich.

Diese Nutzfahrzeuge erhielten großvolumige, wassergekühlte Vierzylinder-Viertaktmotoren mit T-Kopf-Ventilsteuerung.
Die Kraftübertragung erfolgte mittels Dreiganggetriebe und Wellenantrieb bis zur Vorgelegewelle vor der Hinterachse. Vom Vorgelege wurden die hinteren Räder mittels Ketten angetrieben.

#### Abresch-Cramer Auto Truck Company (1910–1912)

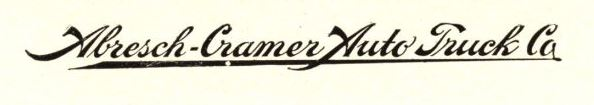
Abresch-Cramer Logo (1911).

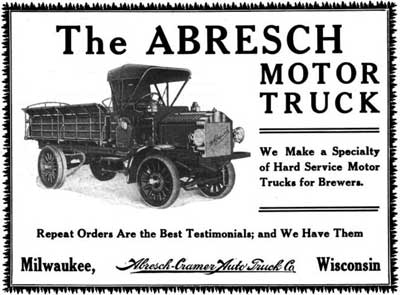
Anzeige der Abresch-Cramer Auto Truck Co. Abgebildet ist Model C (1911).

Die Abresch-Cramer Auto Truck Company wurde Anfang 1910 als Corporation organisiert. Das Unternehmen war eine Tochtergesellschaft der Charles Abresch Company und wurde zur Herstellung der Abresch-Cramer LKW gegründet. Es wurde mit US$ 20.000 finanziert. Dem Vorstand gehörten Charles Abresch, Robert Crawley und Louis Schneller an. „Robert Crawley“ scheint eine Falschschreibung von „Robert Cramer“ zu sein, der war auch als Geschäftsführer belegt ist. Das Unternehmen bezog kurz darauf seinen Sitz im Stehling-Gebäude an der Third und Poplar Street in Milwaukee. Es lag nur wenige Blocks entfernt vom Mutterhaus.
Die Fahrzeuge entsprachen den bislang im Mutterhaus hergestellten Typen. Die Jahresproduktion wurde auf 100 Fahrzeuge ausgelegt und sollte bald verdoppelt werden. Cramer hatte den Ehrgeiz, zu einem der größten Nutzfahrzeughersteller der USA aufzusteigen, diese Pläne ließen sich jedoch nicht realisieren. Kurz Nach dem Tod von Charles Abresch 1912 gab sein Nachfolger Louis Schneller die Nutzfahrzeugproduktion ganz auf und konzentrierte sich auf den Karosseriebau.

### Prohibition

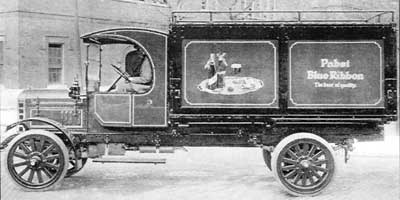
Mit der Prohibition brach auch der Absatz von Brauereifahrzeugen wie diesem Sterling mit Abresch-Aufbau ein, der 1918 an die Pabst Brewing Company geliefert wurde.

Die Prohibition in den Vereinigten Staaten wurde 1919 eingeführt. Für Abresch mit seinem weitgehend aus Brauereien, Destillerien und Abfüllern bestehenden Kundenstamm wirkte sie sich gravierend aus. Viele kleine Brauereien verschwanden vom Markt. Die größeren wie Blatz, Miller, Pabst oder Schlitz wichen auf andere Märkte aus und produzierten Near beer, Soda, Malzsirup, -bier oder -extrakt, Fruchtsäfte, Eiskrem, Hefe oder Käse. Louis Schneller verkleinerte das Unternehmen. Ein Teil des verlorenen Geschäfts mit Nutzfahrzeugen konnte durch gelegentliche Sonderkarosserien für Personenwagen kompensiert werden. Ein Patent von 1924 für eine faltbare Vorrichtung, die aus einem Roadster oder Coupé einen Kleintransporter machte, scheint sich nicht behauptet zu haben. Das Gerät ließ sich bei Nichtgebrauch im Kofferraum zusammenklappen.
Bereits um 1929 warb Abresch mit Reparaturen und Ausbesserungen an Automobilen, insbesondere aber mit Neulackierungen mit den neuen, „wetterfesten“ DuPont-Ducolacken.
In Wisconsin wurde die Prohibition 1926 gelockert. Von diesem Bundesstaat ging auch die Gesetzesinitiative aus, mit der sie im Dezember 1934 bundesweit abgeschafft wurde.

### Motorrad-Seitenwagen

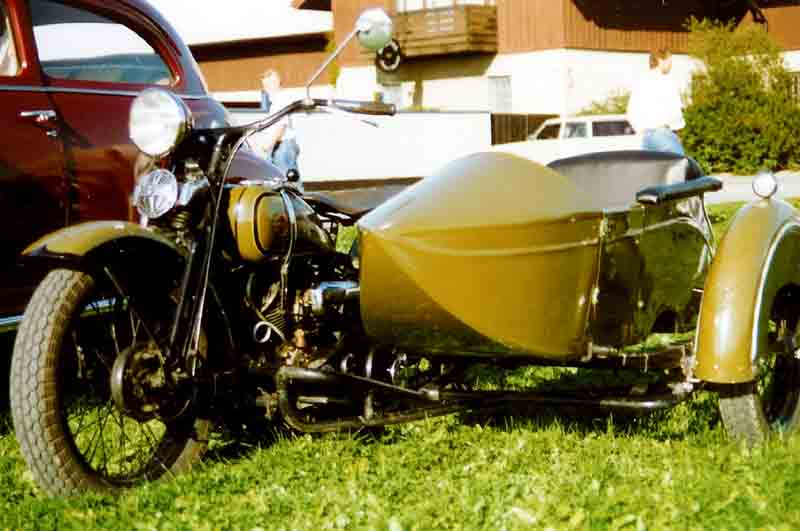
Harley-Davidson 1200 cc SV mit Seitenwagen (1936).

Als zukunftsträchtig erwies sich die noch während der Prohibition vorgenommene Diversifizierung in den Bau von Lieferwagenaufbauten für Trikes und vor allem in Motorrad-Seitenwagen. Zu den Kunden gehörten die Goulding Manufacturing Company und, ab etwa 1923, vor allem Harley-Davidson. 1936 brachte Abresch einen Ganzstahl-Seitenwagen für Harley-Davidson heraus und ergänzte ihn ab 1942 mit einer mittelgroßen Cargo box, ebenfalls aus Metall, zum Warentransport. Sie löste die beiden zuvor bei Harley-Davidson gefertigten Boxen ab. Erst als der Motorradhersteller 1966 in der ehemaligen Tomahawk-Bootswerft die Produktion eigener Seitenwagen aus GFK aufnahm, endete diese Geschäftsverbindung.
Abresch überlebte die schwierigen Jahre der Great Depression durch Verkleinerung. Hauptsächlich wurden nun Fahrzeuge ausgebessert.

### Bennett Coachworks
Nach dem Zweiten Weltkrieg wurde das Unternehmen als Auto Body Ltd. reorganisiert. In dieser Form blieb es bis 1965 bestehen. Nach dem Verlust des Seitenwagen-Kontrakts mit Harley-Davidson wechselte es mehrfach den Besitzer und firmiert seit 1980 als Bennett Coachworks. Das Unternehmen ist spezialisiert auf den Aufbau von Hot Rods und die Restaurierung klassischer Automobile.